# Little York (Illinois)
Little York è un villaggio degli Stati Uniti d'America, situato nello Stato dell'Illinois, nella contea di Warren.